# Vincenzo Giuffrida
Vincenzo Giuffrida (Catania, 22 giugno 1878 – Roma, 8 marzo 1940) è stato un politico italiano, fu ministro delle poste e dei telegrafi nel Governo Bonomi I..

## Biografia
Figlio di Rosario, notaio cittadino, conseguì la laurea nel 1899, dedicandosi successivamente a studi di economia.
Non trovando impiego adeguato nel campo della ricerca, accettò l'assunzione nella pubblica amministrazione. Nel 1902 venne assunto dal Commissarriato per l'emigrazione, dove conobbe e divenne amico di Francesco Saverio Nitti.
La conoscenza con Nitti e l'interesse dei suoi studi sullo sviluppo sociale legato a quello economico, gli permisero di sviluppare, in collaborazione con lo stesso Nitti e Alberto Beneduce, il progetto di creazione, nel 1912, dell'INA Assitalia.
Con il consenso del presidente del Consiglio, Giovanni Giolitti, la nascita dell'istituto di assicurazione statale condusse Giuffrida a ricoprire il ruolo di direttore generale.
Allo scoppio della prima guerra mondiale venne incaricato di organizzare, nell'economia di guerra conseguente, l'approvvigionamento di scorte alimentari per la nazione.
Nelle elezioni politiche del 1919 fu eletto deputato a Catania, come esponente radicale in una lista liberal-socialista guidata dall'anziano Giuseppe De Felice Giuffrida.
Nelle elezioni politiche del 1921 fu rieletto in una lista catanese forte di un ampio consenso, che mirava a raccogliere l'eredità di De Felice Giuffrida.
Nelle elezioni politiche del 1924 fu uno dei principali esponenti di una lista di "Opposizione costituzionale", costituita da nittiani e socialriformisti, presente solo in Campania e Sicilia; essa riuscì comunque a far rieleggere deputato il Giuffrida che, dopo l'assassinio di Giacomo Matteotti, entrò nell'Unione Nazionale di Giovanni Amendola, partecipando all'Aventino, ma schierandosi fra coloro che propugnavano il ritorno al lavoro parlamentare. Fu dichiarato decaduto da deputato, insieme agli altri aventiniani, nella seduta del 9 novembre 1926.